# Rhopalophora collaris
Rhopalophora collaris är en skalbaggsart som först beskrevs av Ernst Friedrich Germar 1824.  Rhopalophora collaris ingår i släktet Rhopalophora och familjen långhorningar.
Artens utbredningsområde är:
- Paraguay.
- Uruguay.

Inga underarter finns listade i Catalogue of Life.